# Azuki-chan
Azuki Chan (あずきちゃん, "mongeta vermella") és un manga shojo de drama romàntic de Chika Kimura i Yasushi Akimoto. Va estrenar-se l'any 1995 al Japó i consta de 5 volums. A causa de l'èxit es va realitzar una sèrie animada l'any 1997 produïda per Madhouse i Total Vision amb un total de 120 episodis de 25 minuts de durada. L'any 2000 aquesta sèrie es va doblar en català i va ser emesa per TV3.

## Argument
L'Azuki és una estudiant japonesa corrent de cinquè de primària que comparteix amistat amb la Jidama i la Kaoru. Un dia de camí cap a l'escola es troba en Yuunosuke i a partir d'aquesta trobada el seu món es capgira i ja no tornarà a ser la mateixa. Començarà a descobrir el que és enamorar-se per primera vegada i viurà aventures amoroses, il·lusions i tota classe d'anècdotes col·legials entre ella, en Yunosuke i els seus amics i familiars.

## Personatges
- Azuki: (Azusa 'Azuki' Noyama) La protagonista principal de la sèrie és una estudiant de 12 anys que cursa cinquè de primària. És tímida, somiadora i solitària i està bojament enamorada d'en Yunosuke. Les seves amigues i companyes de classe són la Kaoru, la Jidama i la Tomo. És de família humil i poc pretensiosa, té un germà petit que es diu Daisu, el seu pare aconsegueix el carnet de conduir i els porta a alguns llocs amb el cotxe i la seva mare era d'una banda de motoristes i ara és mestressa de casa. La seva enemiga principal és la Yoko, la font principal de les inseguretats de la protagonista, les dues compateixen per l'amor d'en Yuunosuke. El seu sobrenom és Cuki, ja que en Ken li va dir així un dia i ara tothom a l'escola li diu Cuki.[4]
- Kaoru: (Kaoru Nishino) Una de les millors amigues de l'Azuki, es coneixen des de ben petites. Està enamorada d'en Ken Koda des que un dia de pluja li va prestar un paraigua perquè no es mullés. Al començament sembla que el seu amor no és correspost, ja que en Ken mostra una certa inclinació cap a l'Azuki, aquest fet crearà molts de dubtes i molta tristesa a la Kaoru, però amb el temps en Ken li demostrarà els seus veritables sentiments.
- Jidama: (Kaoru Midori 'Jidama' Kodama) Una de les millors amigues de l'Azuki, es coneixen des de ben petites. No segueix els estereotips d'estudiant femenina marcats per la societat del moment i això li portarà molts mal entesos, ja que la seva forma de comportar-se per molts és considerada masculina, tot i això, és una noia molt segura de si mateixa, ferma i amb les idees clares. Diu que no està interessada en els nois perquè són una pèrdua de temps, però amb el temps s'acaba demostrant el contrari. Té un instint protector amb les persones que s'aprecia més, sobretot cuida molt de l'Azuki i sempre està citant a la seva àvia (la qual estima i admira molt, però mai apareix a la sèrie).
- Yuunosuke: (Yuunosuke Ogasawara) És un dels personatges més important de la sèrie, ja que el món de la protagonista gira al seu voltant. És un noi alt, simpàtic, agradable, amigable i molt correcte que arriba nou a l'escola de l'Azuki i de seguida es fa amic de tota la classe. Tot i que no ho deixa clar durant els primers episodis, finalment revela que està enamorat de l'Azuki i avançada la sèrie s'asseu al seu costat a classe. Té una gossa que es diu Yuri i gairebé sempre la treu a passejar. El seu pare viu a Nova York, la seva mare és mestressa de casa i té molt bona relació amb l'Azuki.
- Tomo: (Tomomi 'Tomo' Takahashi) És la delegada de la classe, una noia molt responsable i complidora. Tot i que al començament de la sèrie no té molta afinitat amb la protagonista, a mesura que avança la sèrie es converteix en una altra de les seves millors amigues. Està enamorada d'en Makoto i se li ocorre la idea de formar un club juntament amb l'Azuki i la Kaoru anomenat les "KTK" per tal d'unir forces i ajudar-se entre totes a fer realitat els seus projectes amorosos.
- Ken: (Ken Takayanagi) És el més entremaliat i el millor amic d'en Yunosuke i en Makoto, en canvi, sempre està barallant-se amb la Jidama. Sempre ha estat enamorat de l'Azuki en secret i per això sempre se'n riu d'ella i es posa nerviós quan la té a prop. Amb el temps, però, els seus sentiments aniran evolucionant i li acabarà agradant la Kaoru, la qual també està enamorada d'ell. Li encanta el beisbol i es passa el dia jugant-hi. El seu pare té un local tradicional japonès on ven ramen (sopes de fideus). En Daisu és com un germà petit per ell i per això li ensenya coses com jugar a beisbol o repartir comandes.
- Makoto: (Makoto Sakaguchi) És un dels millors amics d'en Ken i l'ajuda sempre a dur a terme les seves entremaliadures, té un caràcter molt passiu, és molt dormilega, mentider i poc esportista. A causa del seu caràcter, molt poca gent confia en ell i sempre es posa en problemes, és per aquesta raó que no té bona relació amb la Jidama i sempre s'estan escridassant. Des del començament de la sèrie s'ha sentit atret per la Yoko, però aquest amor no és correspost. Amb el temps anirà coneixent a la Tomo, que s'asseu al seu costat, li explicarà els seus secrets més ben guardats i començarà a desenvolupar uns sentiments cap a ella.
- Daizu: (Daizu Noyama) És el germà petit de l'Azuki i el que més nota el canvi que fa la protagonista a mesura que entra en l'adolescència, moltes vegades no compren les bogeries que fa la seva germana gran perquè encara no sap el que és estar enamorat. Dins la sèrie té un paper molt còmic, és molt despistat i innocent. Tot i que la seva germana moltes vegades el tracta malament i no el cuida com si fos la seva germana gran, ell se l'estima molt. Admira i s'escolta molt a en Ken, el tracta com si fos el seu germà gran. Va al darrere de la Yoko des del primer dia que la va veure a causa de la seva bellesa.
- Yoko: (Yoko Sakakibara): És l'enemiga de l'Azuki, una noia de classe alta que està enamorada d'en Yuunosuke i compateix amb l'Azuki pel seu amor. Tot i que el seu amor no és correspost, els altres nois de la classe l'admiren, sobretot en Ken i en Makoto. El seu personatge fa una gran evolució al llarg de la sèrie, amb el temps va abandonant el seu caràcter arrogant, cruel i prepotent per passar a fer coses pels altres i a ser empàtica amb la resta de la classe.
- Professor Tago: És el professor de la classe de l'Azuki, un personatge molt còmic. Sempre es discuteix amb en Ken i en Makoto. Té un caràcter molt seriós i els seus pares treballen el camp.
- Setsu: És la xicota d'en Daizu i va a la mateixa classe que ell. Per l'edat que té, és una noia molt atrevida i no es talla gens per intentar aconseguir l'amor d'en Yuunosuke, però la Yoko li para els peus de seguida. Té un germà petit.
- Senyoreta Okamoto: Era una professora del col·legi on anava en Yuunosuke anteriorment. Però ara fa classes de música a l'escola de l'Azuki. Es va casar amb un americà que es diu Davis amb qui viu els caps de setmana, ja que de dilluns a divendres el seu marit treballa al camp. En el moment en què apareix aquest personatge a la trama, l'Azuki recupera les inseguretats que tenia quan desconfiava de la Yoko i torna a estar gelosa pensant que en Yuunosuke li agrada la professora, amb el temps la senyoreta Okamoto anirà fent passos per acostar-se a la protagonista i acabaran sent bones amigues.

## Doblatge
| Personatge      | Doblatge original (japonès) | Doblatge de TV3 (català) |
| --------------- | --------------------------- | ------------------------ |
| Azuki           | Yukana Nogami               | Assumpta Navascues       |
| Kaoru           | Taeko Kawata                | Carmen Ambrós            |
| Jidama          | Rica Matsumoto              | Itziar Fenollar          |
| Yuunosuke       | Issei Miyazaki              | Jordi Pineda             |
| Tomo            | Yukiji                      | Ana Maria Camps          |
| Ken             | Mitsuaki Madono             | Oriol De Balle           |
| Maokoto         | Kyôsei Tsukui               | Germán José              |
| Daizu           | Etsuko Kozakura             | Ana Maria Camps          |
| Yoko            | Rei Sakuma                  | Glòria Gonzàlez          |
| Professor Tago  | Keiichi Sonobe              | David Corsellas          |
| Mare de l'Azuki | Yûko Minaguchi              | Glòria Gonzàlez          |